# Korea AeroSpace Administration
L'Administration coréenne de l'aérospatiale (en coréen : 대한민국 우주항공청), souvent dénommée par sa traduction anglaise Korea AeroSpace Administration, abrégée en KASA, est l'agence spatiale sud-coréenne. Elle est créée le 27 mai 2024 par la fusion des deux organisations coréennes intervenant dans le domaine spatial : l'Institut coréen de recherche aérospatiale (KARI) et l'Institut coréen d'astronomie et de science spatiale (KASI). La KASA est l'organisation chargée de la mise en œuvre du programme spatial sud-coréen.

## Historique

### Création de l'agence
Jusqu'en 2024, deux organismes de recherche coréens interviennent dans le domaine du spatial :
- l'Institut coréen de recherche aérospatiale (KARI) ;
- l'Institut coréen d'astronomie et de science spatiale (KASI).

Les bases de cette nouvelle administration sont posées lorsque Yoon Suk-yeol prend ses fonctions de président de la Corée du Sud en 2022. Son équipe de transition annonce de nombreuses mesures de restructuration des institutions et organismes publics. Le secteur spatial fait partie des domaines visés : il est envisagé de créer une administration distincte, sous la forme d'une organisation gouvernementale indépendante rendant compte directement au président, sur le modèle américain de la NASA.
Son siège doit être établi à Sacheon, ce qui suscite une controverse dans le milieu scientifique, étant donné que la plupart des instituts de recherche du pays qui contribuent à l'innovation spatiale, y compris le KARI et l'Agence pour le développement de la défense (en), sont situés à Daejeon, à près de 200 km de là. Ce choix est assumé par le gouvernement dans l'optique d'une coopération accrue avec le secteur privé. En effet, de nombreuses entreprises aérospatiales, en particulier Korea Aerospace Industries (KAI), sont implantées à Sacheon,.
Il est initialement prévu de créer l'administration au second semestre 2023, sous le nom de Korea Space and Aeronautics Administration (KSAA). Le gouvernement propose pour la création de cette nouvelle agence une loi spéciale dérogeant aux principes habituels de gestion des administrations publiques, dans le but d’accroître son autonomie budgétaire et de la rendre plus attractive aux salariés du secteur privés, y compris étrangers. Le degré d'autonomie de l'agence, ainsi que le rôle exact du KARI et du KASI en son sein, font l'objet de longs débats parlementaires à l'Assemblée nationale. Ce n'est finalement que le 8 janvier 2024 qu'est adoptée en commission parlementaire la loi autorisant la création de la Korea Aerospace Administration (KASA), sous la tutelle du ministère de la Science et des Technologies de l'information.  
Le gouvernement annonce en janvier 2024 que l'agence sera créée en mai. En vue de favoriser la coopération internationale, une délégation rencontre les principales agences spatiales occidentales, en particulier la NASA, le JPL, le National Space Council, l'ESA et le CNES. Au mois d'avril, Yoon Suk-yeol nomme Yoon Young-bin, un ingénieur aérospatial expert en moteurs-fusées, au poste d'administrateur, Il annonce également que John Lee, un ancien dirigeant de la NASA au Goddard Space Flight Center, est recruté au poste de chef des projets et missions de l'agence, au plus haut salaire possible pour un employé public en Corée du Sud.  
La KASA est officiellement inaugurée le 27 mai 2024.  

## Activité
Pour un article plus général, voir Programme spatial de la Corée du Sud.

### Exploration du système solaire
En 2022, le président Yoon Suk-yeol donne pour objectifs à la future KASA de développer deux missions non-habitées à destination de la Lune et de Mars respectivement pour 2032 et 2045.